# Diospyros ferox
Diospyros ferox är en tvåhjärtbladig växtart som beskrevs av Bakh. Diospyros ferox ingår i släktet Diospyros och familjen Ebenaceae. Inga underarter finns listade i Catalogue of Life.